# (192686) Aljuroma
(192686) Aljuroma ist ein im mittleren Hauptgürtel gelegener Asteroid, der am 15. Oktober 1999 vom deutschen Hobbyastronomen Norbert Ehring an seiner Privatsternwarte in Bornheim-Brenig, Nordrhein-Westfalen (IAU-Code 127) entdeckt wurde. Ehring hatte eigentlich die Bahn eines anderen Asteroiden verfolgt, als ihm (192686) Aljuroma im Sternbild Pegasus aufgefallen war.
An dem sonnennächsten Punkt seiner Umlaufbahn kommt der Asteroid dem äußersten Punkt der Marsbahn recht nahe (auf circa 0,005 AE beziehungsweise 800.000 km), kreuzt diese jedoch nicht.
(192686) Aljuroma ist nach den jeweils ersten beiden Buchstaben der Enkel von Norbert Ehring benannt: Alexandra, Juri, Robin und Marlene. Die Benennung erfolgte am 3. Juli 2012.